# Ralph Stanley (album)
Ralph Stanley je studiové album amerického countryového zpěváka Ralpha Stanleyho. Vydáno bylo v červnu roku 2002 společnostmi DMZ Records a Columbia Records a jeho producenty byli Bob Neuwirth, T-Bone Burnett a Larry Ehrlich. Umístilo se na 163. místě americké hitparády Billboard 200. Lépe se jí vedlo ve specializovaných hitparádách – mezi countryovými alby se dostalo na dvaadvacáté místo a mezi bluegrassovými až na třetí. Také se umístilo na páté příčce v Top Heatseekers.

## Seznam skladeb
1. Lift Him Up, That's All – 4:41
2. False Hearted Lover's Blues – 4:52
3. Henry Lee – 4:43
4. Girl from the Greenbriar Shore – 3:59
5. Twelve Gates to the City – 1:57
6. Little Mathie Grove – 4:30
7. Look on and Cry – 3:38
8. I'll Remember You Love in My Prayers – 1:31
9. Calling You – 3:25
10. The Death of John Henry – 3:59
11. Great High Mountain – 3:42

## Obsazení
- Ralph Stanley – zpěv
- Stuart Duncan – banjo, housle
- Dennis Crouch – baskytara
- Norman Blake – kytara, lap steel kytara, mandocello
- Mike Compton – mandolína
- Evelyn Cox – doprovodné vokály
- Suzanne Cox – doprovodné vokály